# 수도권제2순환고속도로
수도권제2순환고속도로(首都圈第二循環高速道路, 고속국도 제400호선)는 경기도 화성시를 기준으로 인천광역시와 경기도를 순환해 경기도 화성시로 돌아오는 계획으로 건설중인 대한민국의 고속도로이다. 수도권제1순환고속도로의 바깥쪽으로 원형으로 순환하는 형태이며, 전체 구간이 완공되면 총 길이는 263.4km에 이른다. 모두 12개 구간으로 나눠 공사를 진행하고 있으며, 인천 ~ 안산 구간을 제외한 전 구간이 기 착공되어 늦어도 2027년 12월까지는 개통 예정이다. 이 고속도로는 한국도로공사에서 운영하는 국가재정 구간과 민간에서 운영하는 민자 구간이 혼재되어 있다.

## 역사

### 공통
- 2015년 3월 27일: 국토교통부고시로 봉담 ~ 동탄 구간 기점을 '경기도 화성시 봉담읍 수영리', 종점을 '경기도 화성시 동탄면 방교리'로 명시하고 인천 ~ 김포 구간 기점을 '인천광역시 중구 신흥동3가', 종점을 '경기도 김포시 통진읍 도사리'로 명시, 포천 ~ 양평 구간 기점을 '경기도 포천시 소흘읍 무봉리', 종점을 '경기도 양평군 옥천면 아신리'로 명시[3]
- 2016년 10월 19일: 봉담 ~ 동탄 구간 기점을 '경기도 화성시 봉담읍 수영리'에서 '경기도 화성시 마도면 쌍송리'로, 종점을 '경기도 화성시 동탄면 방교리'에서 '경기도 광주시 도척면 진우리'로 연장. 이에 따라 '수도권제2순환선(봉담 ~ 동탄)'에서 수도권제2순환고속도로'(수도권제2순환선(화성 ~ 광주))가 됨.[4]
- 2017년 7월 11일: 경기도 파주시 파주읍 부곡리 ~ 양주시 회암동 구간을 고속국도 제400호선 수도권제2순환고속도로 (수도권제2순환선(파주 ~ 양주))로 지정[5]
- 2018년 1월 12일: 경기도 김포시 양촌읍 흥신리 ~ 파주시 파주읍 부곡리 구간을 고속국도 제400호선 수도권제2순환고속도로(수도권제2순환선(김포 ~ 파주))로 지정[6]
- 2019년 5월 8일: 경기도 안산시 단원구 성곡동 ~ 시흥시 정왕동 구간을 고속국도 제400호선 수도권제2순환고속도로 (수도권제2순환선(시화MTV구간))로 지정, 화성 ~ 광주 구간 종점을 '경기도 광주시 도척면 진우리'에서 '경기도 여주시 산북면 용담리'로 연장. 이에 따라 '수도권제2순환선(화성 ~ 광주)'에서 수도권제2순환고속도로 (수도권제2순환선(화성 ~ 여주))가 됨.[7]
- 2021년 9월 7일: 기존 세종포천고속도로의 지선(경기도 포천시 소흘읍 ~ 양주시 회암동) 구간을 수도권제2순환고속도로 양주 ~ 포천 구간으로 편입, 평택시흥고속도로의 경기도 화성시 마도면 쌍송리 ~ 안산시 단원구 성곡동 구간을 수도권제2순환고속도로 화성 ~ 안산 구간으로 중복 지정[8]

### 화성 ~ 광주 구간
- 2004년 11월 3일: 경기도 화성시 봉담읍 ~ 화성시 동탄면 구간을 고속국도 제400호선 수도권제2순환고속도로 (수도권제2순환선)로 지정[9]
- 2005년 6월 29일: 봉담 나들목 ~ 동탄 분기점 17.8 km 구간 착공
- 2005년 6월 29일: 서수원 ~ 오산 ~ 평택 고속도로 민간투자사업 실시계획 승인[10], 2009년까지 서수원 ~ 오산 ~ 평택 고속도로 건설을 위해 경기도 화성시 봉담읍 동화리 ~ 동탄면 방교리 17.8 km 구간 도로구역 결정[11]
- 2007년 1월: 봉담 ~ 송산 고속도로 민간투자사업 최초 민간 제안서 제출
- 2007년 10월 11일: 2009년 10월까지 민원에 따른 설계 및 노선 변경을 위해 경기도 화성시 봉담읍 동화리 ~ 동탄면 방교리 17.8 km 구간 도로구역 변경[12]
- 2008년 12월 26일: 2009년 10월까지 부지 인근 고인돌 문화재 보호로 세교 나들목 선형 변경을 위해 경기도 화성시 봉담읍 동화리 ~ 동탄면 방교리 17.8 km 구간 도로구역 변경[13]
- 2009년 7월: 봉담 ~ 송산 고속도로 민간투자사업 적격성 조사 완료
- 2009년 10월 29일: 봉담 나들목 ~ 동탄 분기점 17.8 km 구간 개통[14]
- 2015년 5월 27일: 도로명주소로 봉담 나들목 ~ 동탄 분기점 구간을 수도권제2순환고속도로로 고시[15]
- 2016년 4월 29일: 봉담동탄고속도로 구간 km 당 통행료 200 ~ 600원 인하,[16] 수원문산고속도로 수원 ~ 광명 구간 개통으로 인해 봉담 요금소 이설, 봉담 나들목 ~ 화성 분기점 구간을 수도권제2순환고속도로 구간에서 제외[17]하고 수원문산고속도로 단독 구간으로 지정
- 2016년 11월 11일: 원톨링 시스템 도입으로 동탄 요금소 철거
- 2016년 12월 27일: 이천 ~ 오산고속도로 민간투자사업 실시계획 승인 및 고속도로 신설을 위해 경기도 화성시 동탄면 방교리 ~ 광주시 도척면 진우리 31.17 km 구간 도로구역 결정[18]
- 2017년 2월 8일: 봉담 ~ 송산고속도로 민간투자사업 실시계획 승인 및 고속도로 신설을 위해 경기도 화성시 마도면 쌍송리 ~ 정남면 보통리 18.3 km 구간 도로구역 결정[19]
- 2017년 3월 21일: 동탄 분기점 ~ 곤지암 분기점 구간 착공[20][21]
- 2017년 4월 28일: 마도 분기점 ~ 화성 분기점 구간 착공
- 2017년 6월 30일: 이천 ~ 오산고속도로 사업 시행기간을 2017년 3월 21일부터 2022년 3월 20일까지로 명기[21]
- 2019년 8월: 오산휴게소가 오산행복휴게소로 명칭 변경
- 2021년 4월 28일: 마도 분기점 ~ 화성 분기점 18.3 km 구간 개통[22]
- 2022년 3월 21일: 동탄 분기점 ~ 곤지암 분기점 31.17 km 구간 개통[23]
- 2022년 7월 6일: 도로명주소로 마도 분기점에서 화성 분기점까지 17.635 km 구간을 봉담송산고속도로로 고시
- 2025년 1월 1일: 북용인 분기점 개통

### 광주 ~ 여주 구간
- 2019년 9월 30일: 곤지암 분기점 ~ 남양평 분기점 구간 착공[24]
- 2020년 2월 24일: 2026년까지 수도권제2순환고속도로 양평 ~ 이천 구간 건설을 위해 경기도 광주시 도척면 진우리 ~ 여주시 산북면 용담리 19.37 km 구간 도로구역 결정[25]

### 인천 ~ 김포 구간
- 2002년 12월: 인천 ~ 김포고속도로 민간제안사업서 제출
- 2005년 5월 10일: 제3자 공고
- 2007년 7월 18일: 실시협약 체결
- 2008년 1월 3일: 인천광역시 중구 ~ 경기도 김포시 구간을고속국도 제400호선 수도권제2순환고속도로 (수도권제2순환선(인천 ~ 김포))로 지정, 기존 노선은 봉담 ~ 동탄 구간으로 분할.[26]
- 2009년 1월 15일: 실시계획 승인 요청
- 2010년 1월 27일: 경인 아라뱃길 통과 노선 확정
- 2011년 12월 30일: 제2외곽순환(인천 ~ 김포)고속도로 민간투자사업 실시계획 승인 및 고속도로 건설을 위해 인천광역시 중구 신흥동 ~ 경기도 김포시 양촌면 흥신리 28.57 km 구간 도로구역 결정[27]
- 2012년 3월 23일: 남항 교차로 ~ 서김포통진 나들목 28.5 km 구간 착공
- 2014년 8월 13일: 2017년 3월 22일까지 설계 변경을 위해 인천광역시 중구 신흥동 ~ 경기도 김포시 양촌면 흥신리 28.57 km 구간을 28.88km로 도로구역 변경[28]
- 2017년 1월 31일: 검단 나들목이 검단양촌 나들목으로 명칭 확정[29]
- 2017년 3월 23일: 남항 교차로 ~ 서김포통진 나들목 28.88 km 구간 왕복 4~6차로 신설 개통[30]
- 2019년 5월 25일: 남청라 분기점 진입램프와 북항 진출램프 개통[31]
- 2019년 11월 27일: 2020년 6월까지 경기도 김포시 양촌읍 학운리, 대곶면 대능리에 양촌졸음쉼터 설치 공사를 위해 인천광역시 중구 신흥동 ~ 경기도 김포시 양촌면 흥신리 28.88 km 구간 도로구역 변경[32]
- 2020년 7월 3일: 양촌졸음쉼터 설치 공사 기간을 2021년 6월로 연장[33]

### 포천 ~ 양평 구간
- 2013년 11월 5일: 경기도 포천시 소흘읍 ~ 경기도 양평군 옥천면 구간을 고속국도 제400호선 수도권제2순환고속도로 (수도권제2순환선(포천 ~ 양평))로 지정[34]
- 2014년 5월 19일: 양평 나들목 ~ 화도 분기점 구간 착공
- 2014년 8월 22일: 2020년 12월까지 화도 ~ 양평 구간 신설을 위해 경기도 남양주시 화도읍 창현리 ~ 양평군 옥천면 아신리 17.613 km 구간 도로구역 결정[35]
- 2018년 11월 21일: 포천 ~ 화도고속도로 민간투자사업 실시계획 승인 및 고속도로 신설을 위해 경기도 포천시 소흘읍 무봉리 ~ 남양주시 화도읍 창현리 28.71 km 구간 도로구역 결정[36]
- 2018년 12월 28일: 소흘 분기점 ~ 화도 분기점 구간 착공
- 2019년 3월 15일: 2020년까지 조안 나들목 신설을 위해 경기도 남양주시 화도읍 창현리 ~ 양평군 옥천면 아신리 17.613 km 구간 도로구역 변경[37]
- 2023년 5월 31일: 조안 나들목 ~ 양평 나들목 12.69 km 구간 개통[38]
- 2024년 2월 7일: 소흘 분기점 ~ 조안 나들목 구간이 개통했다.[39]

### 파주 ~ 양주(포천) 구간
- 2017년 3월 2일: 파주휴게소 ~ 양주 나들목 구간 착공
- 2017년 5월 16일: 2024년까지 파주 ~ 양주 · 포천 구간 신설을 위해 경기도 파주시 파주읍 부곡리 ~ 양주시 회암동 24.8 km 구간 도로구역 결정[40]
- 2024년 12월 19일: 법원 나들목 ~ 양주 나들목 구간 개통[41][42]

### 김포 ~ 파주 구간
- 2019년 2월 27일: 한강 통과 구간을 제외한 서김포통진 나들목 ~ 파주휴게소 구간 착공[43]
- 2019년 5월 20일: 2026년까지 김포 ~ 파주 1, 3~5공구 구간 신설을 위해 경기도 김포시 양촌읍 흥신리 ~ 파주시 파주읍 부곡리 18.69 km 구간 도로구역 결정. 단, 2공구 구간인 경기도 김포시 석탄면 ~ 파주시 연다산동 6.76 km 구간은 제외.[44]
- 2020년 4월 23일: 2025년까지 김포 ~ 파주 2공구 구간 신설을 위해 경기도 김포시 양촌읍 흥신리 ~ 파주시 파주읍 부곡리 25.42 km 구간 도로구역 변경[45]
- 2020년 4월 27일: 한강 통과 구간 착공

### 송도 ~ 안산 구간
- 2018년: 시화나래 나들목 ~ 시화 분기점 구간 착공
- 2019년 5월 9일: 2022년 5월까지 시화 분기점 신설을 위해 경기도 안산시 단원구 성곡동 687m 구간 도로구역 결정[46]
- 2023년 9월 25일: 시화 나들목 ~ 남안산 분기점 구간 개통[47]

### 포천 ~ 화도 구간 (민자사업)
- 경기도 포천시 소흘읍 세종포천고속도로 소흘 분기점 ~ 서울양양고속도로 화도 분기점 연결 28.71 km (왕복 4차로)
  - 최초 제안: 2007년 3월
  - 우선협상대상자 지정: 2011년 7월
  - 설계: 2012년 12월 ~ 2018년 12월 28일
  - 시공: 2018년 12월 28일 ~ 2024년 2월 7일
  - 개통: 2024년 2월 7일
- 나들목 · 분기점
  - 화도 분기점 (60호선 서울양양고속도로)
  - 수동 나들목 (지방도 제387호선)
  - 내촌 나들목 (국도 제47호선)
  - 고모 나들목 (국가지원지방도 제98호선)[48]
  - 소흘 분기점 (29호선 세종포천고속도로)
- 관리회사: 포천화도고속도로주식회사

### 양평 ~ 화도 구간 (국가재정사업)
- 중부내륙고속도로 양평 나들목 ~ 서울양양고속도로 화도 분기점 연결 17.62 km (왕복 4차로)
  - 우선협상대상자 지정: 2007년 12월
  - 우선협정대상자 지정 철회: 2008년 10월 / 제3자공고 '조건없는 투자확약서 제출' 요건 미이행
  - 소송 및 국가재정사업 전환: 2008년 10월 ~ 2010년 12월
  - 설계: 2012년 12월 ~ 2014년 5월 19일
  - 시공: 2014년 5월 19일 ~ 2024년 2월 7일[49][50]
  - 개통: 2024년 2월 7일
- 나들목 · 분기점
  - 양평 나들목 (45호선 중부내륙고속도로, 국도 제6호선 경강로)
  - 두물머리 나들목[51] (목왕로)
  - 조안 나들목[52] (국도 제45호선 북한강로)
  - 화도 분기점[53] (60호선 서울양양고속도로)

### 양주 ~ 파주 구간 (국가재정사업)
- 경기도 양주시 회천동 양주 나들목 ~ 경기도 파주시 파주읍 파주휴게소 24.8 km[54] (왕복 4차로)
  - 예비 타당성 조사: 2009년 5월
  - 타당성 조사: 2009년 12월 ~ 2011년 10월
  - 기본/실시설계: 2012년 ~ 2015년 12월
  - 시공: 2017년 3월 2일 ~ 2024년 12월 19일
- 나들목 · 분기점
  - 양주 나들목
  - 양주 나들목 (신평화로)
  - 북양주 나들목 (평화로)
  - 서양주 나들목 (국가지원지방도 제39호선)
  - 법원 나들목 (국가지원지방도 제56호선)

## 구성
차로수
- 전 구간 왕복 4, 6차로

총 연장
- 263.4 km

제한속도
- 최고 100 km/h, 최저 50 km/h

### 터널
| 터널 이름           | 소재지                                                       | 길이   | 준공 년도 | 비고      |
| ------------------- | ------------------------------------------------------------ | ------ | --------- | --------- |
| 필봉산터널          | 경기도 오산시 내삼미동                                       | 338m   | 2009년    | 동탄 방면 |
| 필봉산터널          | 경기도 오산시 내삼미동                                       | 384m   | 2009년    | 봉담 방면 |
| 봉담터널            | 경기도 화성시 봉담읍 상기리 경기도 화성시 비봉면 청요리      | 560m   | 2021년    | 화성방면  |
| 봉담터널            | 경기도 화성시 봉담읍 상기리 경기도 화성시 비봉면 청요리      | 555m   | 2021년    | 마도방면  |
| 팔탄터널            | 경기도 화성시 팔탄면 하저리 경기도 화성시 남양읍 무송리      | 355m   | 2021년    | 화성방면  |
| 팔탄터널            | 경기도 화성시 팔탄면 하저리 경기도 화성시 남양읍 무송리      | 380m   | 2021년    | 마도방면  |
| 인천북항터널        | 인천광역시 중구 신흥동3가                                    | 5,460m | 2017년    |           |
| 인천북항터널        | 인천광역시 동구 송현동                                       | 5,460m | 2017년    |           |
| 인천북항터널        | 인천광역시 서구 원창동                                       | 5,460m | 2017년    |           |
| 청라국제지하차도    | 인천광역시 서구 청라동                                       | 2,356m | 2017년    |           |
| 수안산터널          | 경기도 김포시 대곶면 대능리                                  | 245m   | 2017년    | 김포 방면 |
| 수안산터널          | 경기도 김포시 대곶면 대능리                                  | 220m   | 2017년    | 인천 방면 |
| 김포한강터널 (가칭) |                                                              | 2,980m |           |           |
| 법원터널            | 경기도 파주시 법원읍 삼방리                                  | 325m   | 2024년    | 양방향    |
| 광적1터널           | 경기도 양주시 광적면 우고리                                  | 4,565m | 2024년    | 외선순환  |
| 광적1터널           | 경기도 양주시 광적면 우고리                                  | 4,520m | 2024년    | 내선순환  |
| 광적2터널           | 경기도 양주시 광적면 덕도리                                  | 435m   | 2024년    | 외선순환  |
| 광적2터널           | 경기도 양주시 광적면 덕도리                                  | 420m   | 2024년    | 내선순환  |
| 은현1터널           | 경기도 양주시 은현면 도하리                                  |        | 2024년    | 양방향    |
| 은현2터널           | 경기도 양주시 은현면 도하리                                  | 675m   | 2024년    | 양방향    |
| 은현3터널           | 경기도 양주시 은현면 용암리                                  | 330m   | 2024년    | 외선순환  |
| 은현3터널           | 경기도 양주시 은현면 용암리                                  | 380m   | 2024년    | 내선순환  |
| 석문령터널          | 경기도 포천시 소흘읍 송우리                                  | 1,658m | 2017년    | 외선순환  |
| 석문령터널          | 경기도 포천시 소흘읍 송우리                                  | 1,668m | 2017년    | 내선순환  |
| 진목터널            | 경기도 포천시 내촌면 진목3리 경기도 포천시 내촌면 고모리     | 3,249m | 2024년    | 외선순환  |
| 진목터널            | 경기도 포천시 내촌면 진목3리 경기도 포천시 내촌면 고모리     | 3,234m | 2024년    | 내선순환  |
| 수동터널            | 경기도 남양주시 수동면 수산리 경기도 남양주시 수동면 음현리  | 3,522m | 2024년    | 외선순환  |
| 수동터널            | 경기도 남양주시 수동면 수산리 경기도 남양주시 수동면 음현리  | 3,572m | 2024년    | 내선순환  |
| 운수터널            | 경기도 남양주시 수동면 송천1리 경기도 남양주시 수동면 운수리 | 1,207m | 2024년    | 양방향    |
| 달뫼터널            | 경기도 남양주시 화도읍 월산리 경기도 남양주시 수동면 송천1리 | 1,614m | 2024년    | 외선순환  |
| 달뫼터널            | 경기도 남양주시 화도읍 월산리 경기도 남양주시 수동면 송천1리 | 1,584m | 2024년    | 내선순환  |
| 창현터널            | 경기도 남양주시 화도읍 창현리 경기도 남양주시 화도읍 월산리  | 1,114m | 2024년    | 외선순환  |
| 창현터널            | 경기도 남양주시 화도읍 창현리 경기도 남양주시 화도읍 월산리  | 1,124m | 2024년    | 내선순환  |
| 문안산터널          | 경기도 남양주시 조안면 삼봉리 경기도 남양주시 화도읍 창현리  | 3,942m | 2023년    | 외선순환  |
| 문안산터널          | 경기도 남양주시 조안면 삼봉리 경기도 남양주시 화도읍 창현리  | 3,892m | 2023년    | 내선순환  |
| 양서4터널           | 경기도 양평군 서종면 수입리                                  | 957m   | 2023년    | 외선순환  |
| 양서4터널           | 경기도 양평군 서종면 수입리                                  | 960m   | 2023년    | 내선순환  |
| 양서3터널           | 경기도 양평군 양서면 목왕리                                  | 2,617m | 2023년    | 양방향    |
| 양서2터널           | 경기도 양평군 양서면 청계리                                  | 3,430m | 2023년    | 양방향    |
| 양서1터널           | 경기도 양평군 양서면 증동리                                  | 425m   | 2023년    | 양방향    |
| 옥천터널            | 경기도 양평군 옥천면 아신리                                  | 770m   | 2023년    | 양방향    |
| 강상2터널           | 경기도 양평군 강상면 화양리                                  | 1,741m | 2012년    | 외선순환  |
| 강상2터널           | 경기도 양평군 강상면 화양리                                  | 1,738m | 2012년    | 내선순환  |
| 강상1터널           | 경기도 양평군 강상면 세월리                                  | 1,347m | 2012년    | 양방향    |
| 산북2터널           |                                                              | 3,493m | 2026년    |           |
| 산북1터널           |                                                              | 927m   | 2026년    |           |
| 실촌5터널           |                                                              | 1,474m | 2026년    |           |
| 실촌4터널           |                                                              | 924m   | 2026년    |           |
| 실촌3터널           |                                                              | 709m   | 2026년    |           |
| 신둔터널            |                                                              | 1,310m | 2026년    |           |
| 노곡터널            | 경기도 광주시 도척면 노곡리                                  | 255m   | 2022년    | 양방향    |
| 방도터널            | 경기도 광주시 도척면 방도리                                  | 915m   | 2022년    | 외선순환  |
| 방도터널            | 경기도 광주시 도척면 방도리                                  | 958m   | 2022년    | 내선순환  |
| 정수터널            | 경기도 용인시 처인구 양지면 정수리                           | 330m   | 2022년    | 양방향    |
| 대대터널            | 경기도 용인시 처인구 양지면 대대리                           | 658m   | 2022년    | 내선순환  |
| 대대터널            | 경기도 용인시 처인구 양지면 대대리                           | 623m   | 2022년    | 외선순환  |
| 포곡터널            | 경기도 용인시 처인구 포곡읍                                  | 516m   | 2022년    | 외선순환  |
| 포곡터널            | 경기도 용인시 처인구 포곡읍                                  | 565m   | 2022년    | 내선순환  |
| 삼가터널            | 경기도 용인시 처인구 유림동                                  | 730m   | 2022년    | 외선순환  |
| 삼가터널            | 경기도 용인시 처인구 유림동                                  | 725m   | 2022년    | 내선순환  |
| 지곡터널            | 경기도 용인시 처인구 삼가동                                  | 532m   | 2022년    | 외선순환  |
| 지곡터널            | 경기도 용인시 처인구 삼가동                                  | 498m   | 2022년    | 내선순환  |
| 무봉산터널          | 경기도 용인시 기흥구 보라동                                  | 2,260m | 2022년    | 외선순환  |
| 무봉산터널          | 경기도 용인시 기흥구 보라동                                  | 2,267m | 2022년    | 내선순환  |
| 동탄터널            | 경기도 화성시 동탄동                                         | 865m   | 2022년    | 양방향    |
| 신리터널            | 경기도 화성시 동탄동                                         | 392m   | 2022년    | 양방향    |

## 나들목 · 분기점
- 여기서 숫자는 진출입교차점 (IC 및 JC) 번호를 말하고, TG는 요금소(Tollgate), SA는 휴게소(Service Area)를 뜻한다.
- 거리의 단위는 km이다.
- 이 노선은 순환선이므로 기점 및 종점이 의미 없지만 여기서는 편의상 동탄 분기점을 기점으로 취급하였다.[55]

- 중첩 구간은 번호란의 배경색을 참조.
  - 연한 하늘색(■): 중부내륙고속도로 구간 (아직은 공식적으로 수도권제2순환고속도로 노선에 포함되지는 않았으나, 순환망의 일부를 이루고 있다.)
  - 연한 초록색(■): 평택시흥고속도로 중첩 구간
  - 연한 파란색(■): 평택파주고속도로 중첩 구간

| 번호    | 이름                     | 로마자 이름                           | 구간 거리 | 누적 거리 | 접속 노선                                                         | 소재지     | 소재지   | 비고                                                          |
| ------- | ------------------------ | ------------------------------------- | --------- | --------- | ----------------------------------------------------------------- | ---------- | -------- | ------------------------------------------------------------- |
| 5       | 동탄 분기점              | Dongtan JC                            | 3.67      | 31.84     | 1호선 경부고속도로                                                | 경기도     | 화성시   | 화성방향의 경우 경부고속도로(서울방향) 진출 불가능            |
| 1       | 동탄                     | Dongtan                               |           |           | 국가지원지방도 제84호선 (동탄치동천로)                            | 경기도     | 화성시   |                                                               |
| 2       | 서용인                   | W.Yongin                              |           |           | 중부대로 동백죽전대로                                             | 경기도     | 용인시   |                                                               |
| 3       | 서용인 분기점            | W.Yongin JC                           |           |           | 50호선 영동고속도로                                               | 경기도     | 용인시   | 화성방향의 경우 영동고속도로(강릉방향) 진출 불가능            |
| 4       | 포곡                     | Pogok                                 |           |           | 석성로                                                            | 경기도     | 용인시   |                                                               |
| 5       | 북용인 분기점            | N.Yongin JC                           |           |           | 29호선 세종포천고속도로                                           | 경기도     | 용인시   |                                                               |
| 6       | 도척                     | Docheok                               |           |           | 국가지원지방도 제98호선 (도척로)                                  | 경기도     | 광주시   |                                                               |
| 7       | 곤지암 분기점            | Gonjiam JC                            |           | 62.90     | 35호선 중부고속도로                                               | 경기도     | 광주시   |                                                               |
|         | 신촌                     | Sinchon                               |           |           | 경충대로                                                          | 경기도     | 광주시   |                                                               |
| SA      | 곤지암 휴게소            | Gonjiam SA                            |           |           |                                                                   | 경기도     | 여주시   | (임시 휴게소)                                                 |
|         | 산북                     | Sanbuk                                |           |           | 국가지원지방도 제98호선 (광여로)                                  | 경기도     | 여주시   |                                                               |
|         | 남양평 분기점            | S.Yangpyeong JC                       |           | 82.27     | 45호선 중부내륙고속도로                                           | 경기도     | 양평군   |                                                               |
| 29-1 SA | 남양평 남한강휴게소      | S.Yangpyeong Yangpyeong-Namhangang SA |           |           | 국가지원지방도 제98호선 (강남로) 양평대교길                       | 경기도     | 양평군   | 하이패스 전용 나들목                                          |
| 30      | 양평                     | Yangpyeong                            |           |           | 국도 제6호선 (경강로)                                             | 경기도     | 양평군   |                                                               |
| 31      | 두물머리                 | Dumulmeori                            |           |           | 목왕로                                                            | 경기도     | 양평군   | 하이패스 전용 나들목                                          |
| 32      | 조안                     | Joan                                  |           |           | 국도 제45호선 (북한강로)                                          | 경기도     | 남양주시 |                                                               |
| 7       | 화도 분기점              | Hwado JC                              |           |           | 60호선 서울양양고속도로                                           | 경기도     | 남양주시 |                                                               |
| 6       | 달뫼                     | Dalmoe                                |           |           | 경춘로                                                            | 경기도     | 남양주시 |                                                               |
| 5       | 수동                     | Sudong                                |           |           | 국가지원지방도 제98호선 (남가로)                                  | 경기도     | 남양주시 |                                                               |
| 4 SA    | 수동 하이패스 수동휴게소 | Sudong SA                             |           |           | 철마산로                                                          | 경기도     | 남양주시 | 하이패스 전용 나들목                                          |
| 3       | 내촌                     | Naechon                               |           |           | 국도 제47호선 (금강로)                                            | 경기도     | 포천시   |                                                               |
| 2       | 고모                     | Gomo                                  |           |           | 지방도 제383호선 (죽엽산로)                                       | 경기도     | 포천시   |                                                               |
| 1       | 소흘 분기점              | Soheul JC                             | 4.20      | 6.00      | 29호선 세종포천고속도로                                           | 경기도     | 포천시   |                                                               |
| 2       | 옥정                     | Okjeong                               | 1.80      | 1.80      | 국가지원지방도 제56호선 (화합로)                                  | 경기도     | 양주시   | 포천방향 진입과 양주방향 진출만 가능                          |
| 3       | 양주                     | Yangju                                | -         | 0.00      | 국가지원지방도 제56호선 (화합로) 국도 제3호선 (신평화로)          | 경기도     | 양주시   |                                                               |
| 4       | 북양주                   | N.Yangju                              |           |           | 평화로                                                            | 경기도     | 양주시   |                                                               |
| 5       | 서양주                   | W.Yangju                              |           |           | 국가지원지방도 제39호선 (삼일로)                                  | 경기도     | 양주시   |                                                               |
| 6       | 법원                     | Beobwon                               |           |           | 국가지원지방도 제56호선 (파주로) 보광로                           | 경기도     | 파주시   |                                                               |
| SA      | 파주휴게소               | Paju SA                               |           |           |                                                                   | 경기도     | 파주시   | 양방향                                                        |
|         | 도내                     | Donae                                 |           |           | 국가지원지방도 제78호선 (정문로)                                  | 경기도     | 파주시   |                                                               |
|         | 파주 분기점              | Paju JC                               |           |           | 17호선 평택파주고속도로                                           | 경기도     | 파주시   |                                                               |
|         | 운정                     | Unjeong                               |           |           | 지방도 제357호선 (남북로)                                         | 경기도     | 파주시   |                                                               |
|         | 송촌                     | Songchon                              |           |           | 소라지로                                                          | 경기도     | 파주시   |                                                               |
|         | 하성                     | Haseong                               |           |           |                                                                   | 경기도     | 김포시   |                                                               |
| 5       | 서김포통진               | W.Gimpo-Tongjin                       | 4.44      | 28.88     | 국도 제48호선 (김포대로)                                          | 경기도     | 김포시   |                                                               |
| 4       | 대곶                     | Daegot                                | 5.74      | 24.40     | 지방도 제356호선 (대명항로) 대곶북로                              | 경기도     | 김포시   |                                                               |
| 3       | 검단양촌                 | Geomdan-Yangchon                      | 4.66      | 18.70     | 국가지원지방도 제84호선 (검단로) 황금1로                          | 인천광역시 | 서구     |                                                               |
| 2       | 북청라                   | N.Cheongna                            | 5.00      | 14.04     | 경인항대로 환경로 (130호선 인천국제공항고속도로)                  | 인천광역시 | 서구     | 나들목 진출 시 인천국제공항고속도로 북인천 나들목과 간접 연결 |
| TG      | 청라원창 요금소          | Cheongna-Wonchang TG                  |           |           |                                                                   | 인천광역시 | 서구     | 본선요금소                                                    |
| 1       | 남청라 분기점            | S.Cheongna JC                         | 9.04      | 9.04      | 봉오대로                                                          | 인천광역시 | 서구     |                                                               |
|         | 인천항사거리             |                                       |           |           | 서해대로 인항로 (인천대로) (120호선 경인고속도로)                 | 인천광역시 | 중구     | 김포방향 진입과 인천방향 진출만 가능                          |
|         | 남항 교차로              |                                       | -         | 0.00      | 서해대로                                                          | 인천광역시 | 중구     |                                                               |
| 계획중  |                          |                                       |           |           |                                                                   |            |          |                                                               |
| 6       | 시화                     | Sihwa                                 |           | 2.40      | 정왕천로                                                          | 경기도     | 시흥시   |                                                               |
| 1       | 남안산 분기점            | S.Ansan JC                            | -         | 0.00      | 153호선 평택시흥고속도로                                          | 경기도     | 안산시   |                                                               |
| SA      | 송산포도휴게소           | Songsan Podo SA                       |           |           |                                                                   | 경기도     | 화성시   | 양방향 통합형                                                 |
|         | 송산마도                 | Songsan-Mado                          |           |           | 지방도 제305호선 (사강로·송산로·화성로) 지방도 제322호선 (화성로) | 경기도     | 화성시   |                                                               |
| 7       | 마도 분기점              | Mado JC                               | -         | 0.00      | 153호선 평택시흥고속도로                                          | 경기도     | 화성시   |                                                               |
| 6       | 마도                     | Mado                                  |           |           | 마도공단로                                                        | 경기도     | 화성시   |                                                               |
| 5       | 화성                     | Hwaseong                              |           |           | 국도 제77호선 (남양로) 지방도 제313호선 (남양로)                  | 경기도     | 화성시   |                                                               |
| 4       | 팔탄 분기점              | Paltan JC                             |           |           | 15호선 서해안고속도로                                             | 경기도     | 화성시   |                                                               |
| 3       | 남비봉팔탄               | S.Bibong-Paltan                       |           |           | 국도 제39호선 (서해로) 푸른들판로                                 | 경기도     | 화성시   |                                                               |
| 2       | 남봉담                   | S.Bongdam                             |           |           | 국도 제43호선 (봉영로)                                            | 경기도     | 화성시   |                                                               |
| 1 1-1   | 화성 분기점              | Hwaseong JC                           |           | 18.30     | 17호선 평택파주고속도로 지방도 제309호선                          | 경기도     | 화성시   |                                                               |
| 2       | 정남                     | Jeongnam                              | 1.54      | 19.84     | 지방도 제309호선 (세자로) 지방도 제322호선 (세자로)               | 경기도     | 화성시   | 지방도 제309호선과 중첩                                       |
| 3       | 서오산 분기점            | W.Osan JC                             | 2.74      | 22.58     | 17호선 평택파주고속도로 171호선 오산화성고속도로                  | 경기도     | 오산시   |                                                               |
| SA      | 오산행복휴게소           | Osan Happy SA                         |           |           |                                                                   | 경기도     | 오산시   | 양방향                                                        |
| 4       | 북오산                   | N.Osan                                | 5.59      | 28.17     | 국도 제1호선 (경기대로) 지방도 제317호선 (경기대로·경기동로)      | 경기도     | 오산시   |                                                               |
| 5       | 동탄 분기점              | Dongtan JC                            | 3.67      | 31.84     | 1호선 경부고속도로                                                | 경기도     | 화성시   | 화성방향의 경우 경부고속도로(서울방향) 진출 불가능            |

## 주요 통과지
미개통 구간은 이탤릭체로 표기하였다.

### 경기도
- 시흥시 정왕동 - 안산시 단원구 성곡동 - 화성시 (마도면 · 남양읍 · 팔탄면 · 비봉면 · 봉담읍 · 정남면) - 오산시 (서랑동 · 지곶동 · 금암동 · 내삼미동) - 화성시 (금곡동 · 방교동 · 오산동 · 청계동 · 영천동) - 용인시 기흥구 지곡동 - 처인구 (삼가동 · 유방동 · 포곡읍 · 양지면) - 광주시 (도척면 · 곤지암읍) - 이천시 신둔면 - 여주시 산북면

### 인천광역시
- 중구 (신흥동3가 · 항동7가 · 신흥동2가 · 율목동 · 경동) - 동구 (창영동 · 금곡동 · 송림동 · 송현동 · 화평동 - 화수동 · 송현동) - 서구 (원창동 · 청라동 · 오류동)

### 경기도
- 김포시 (양촌읍 · 대곶면 · 통진읍 · 하성면) - 파주시 (신촌동 · 송촌동 · 연다산동 · 탄현면 · 맥금동 · 검산동 · 야동동 · 월롱면 · 파주읍 · 법원읍) - 양주시 (광적면 · 은현면 · 회정동 · 덕정동 · 봉양동 · 회암동 · 율정동) - 포천시 (소흘읍 · 내촌면) - 남양주시 (진접읍 · 수동면 · 화도읍 ·조안면) - 양평군 (서종면 · 양서면 · 서종면 · 양서면 · 옥천면)

## 건설 계획
| 개통 (2022년) | 공사중 (2026년) | 개통 (2023년) | 개통 (2024년) | 개통 (2024년) | 개통 (2017년) | 개통 (2024년) | 공사중 (2027년) | 개통 (2017년) | 설계중 (2029년) | 개통 (2023년) | 개통 (2013년) | 개통 (2021년) | 개통 (2009년) |

### 김포 ~ 파주 구간 (국가재정사업)
- 경기도 김포시 양촌읍 서김포통진 나들목 ~ 경기도 파주시 파주읍 파주휴게소 25.4 km (왕복 4차로) 
  - 예비 타당성 조사: 2009년 5월
  - 타당성 조사: 2009년 12월 ~ 2011년 10월
  - 기본/실시설계: 2012년 ~ 2016년 12월 (*한강통과구간 제외)
  - 공사: 2019년 2월 27일 ~ 2027년 12월 (예정)
  - 나들목 · 분기점
    - 서김포통진 나들목을 제외한 나들목/분기점의 명칭은 확정되지 않았으며 추후에 변경될 수 있다.
    - 서김포통진 나들목 (국도 제48호선)
    - 하성 나들목 (국가지원지방도 제78호선)
    - 운정 나들목 (지방도 제357호선)
    - 파주 분기점 (17호선 평택파주고속도로)
    - 도내 나들목 (국가지원지방도 제78호선)
    - 법원 나들목[61](국가지원지방도 제56호선)

### 양평 ~ 이천 구간 (국가재정사업)
- 중부내륙고속도로 남양평 분기점 (신설 예정) ~ 중부고속도로 곤지암 분기점 연결 23.4 km (왕복 4차로)
  - 예비 타당성 조사: 2009년 12월 ~ 2010년 4월 (B/C = 0.80)
  - 타당성 조사: 2010년 12월 ~ 2012년 3월
  - 기본/실시설계: 2012년 9월 ~ 2017년 12월
  - 시공: 2019년 9월 30일 ~ 2027년
- 나들목 · 분기점
  - 명칭은 확정되지 않았으며 추후에 변경될 수 있다.
  - 곤지암 분기점 (35호선 중부고속도로)
  - 신촌 나들목 (경충대로)
  - 산북 나들목 (국가지원지방도 제98호선, 지방도 제333호선)
  - 남양평 분기점 (45호선 중부내륙고속도로)

### 인천 ~ 안산 구간 (국가재정사업)
- 인천광역시 중구 신흥동 제2경인고속도로 연수 분기점 ~ 경기도 안산시 단원구 성곡동 평택시흥고속도로 남안산 분기점 22.3 km (왕복 4, 6차로)
  - 민간제안: 2007년 3월
  - 2017년 10월 30일 시화MTV 구간 우선 착공, 2018년 4월 재정사업으로 변경,[62] 2023년 9월 25일 시화MTV 구간 개통, 나머지 구간 중 1구간은 2026년 착공 예정
- 나들목 · 분기점
  - 시화 나들목과 남안산 분기점을 제외한 나들목 및 분기점의 명칭은 확정되지 않았으며 추후에 변경될 수 있다.
  - 송도 분기점 (110호선 제2경인고속도로 본선, 연수~송도 구간)
  - 송도 나들목
  - 남송도 나들목
- 시화 나들목
- 남안산 분기점

## 같이 보기
- 수도권제1순환고속도로
- 경기고속도로
- 경기동서순환도로
- 포천화도고속도로 (기업)
- 인천김포고속도로 (기업)
- 화성광주고속도로 (기업)